# Chemin de fer "El Chepe"

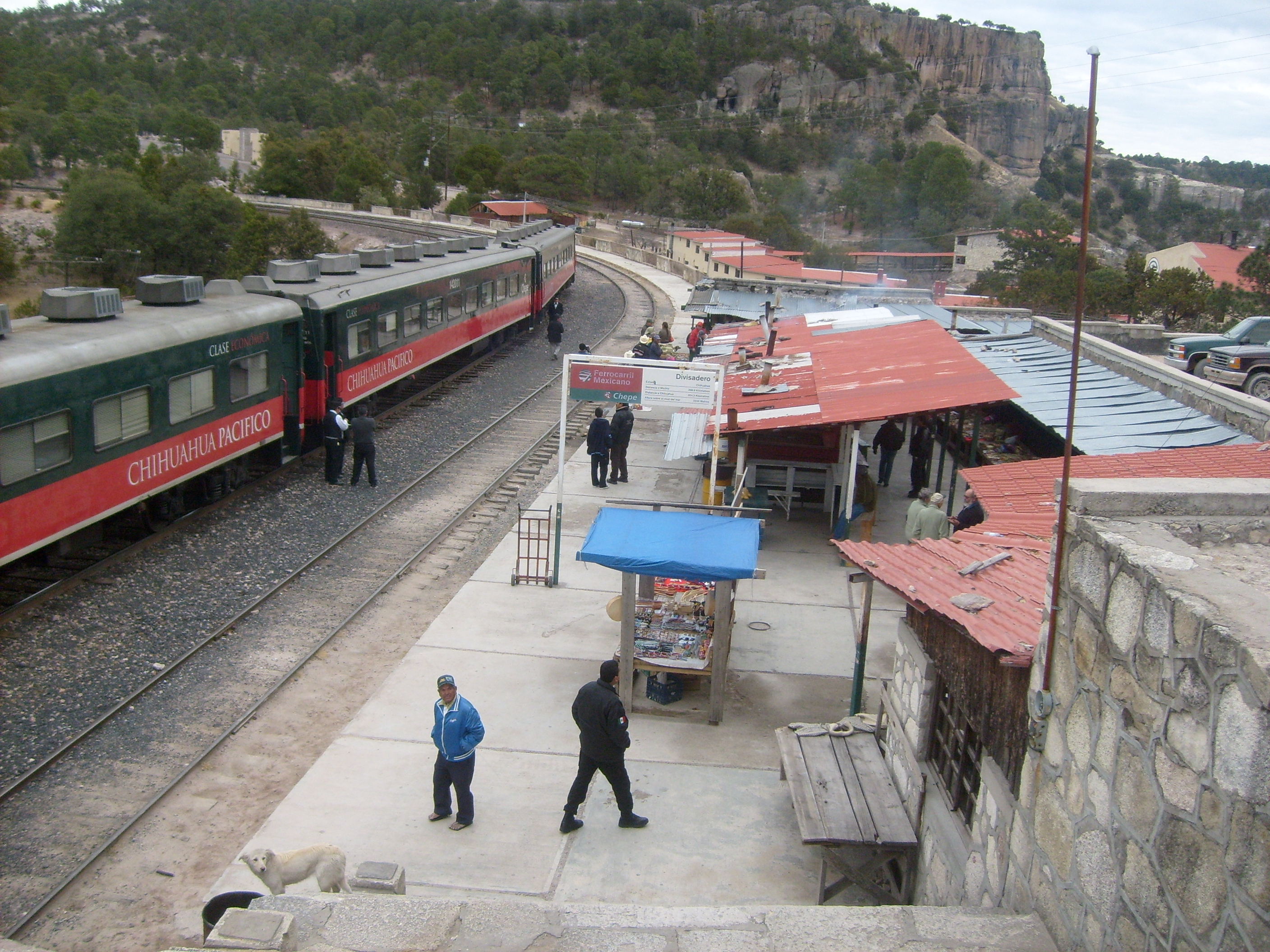
La gare de Divisadero, située à mi-parcours est le point de départ pour les Barrancas del Cobre.

Le chemin de fer Chihuahua-Pacifique, plutôt connu sous le pseudonyme d'El Chepe, est une importante ligne ferroviaire du nord-ouest du Mexique qui relie les villes de Chihuahua (état du même nom) et de Los Mochis (état de Sinaloa) sur la côte Pacifique.
La ligne, exploitée par Ferromex, est classée comme l'une des treize merveilles du Mexique créées par l'homme. Elle traverse la chaîne de montagnes de la Sierra Madre occidentale et longe les Barrancas del Cobre (Canyons de Cuivre).
La ligne accueille des trains touristiques, locaux et touristiques sous le nom de El Chepe, mais également des trains de fret, car la ligne est la seule voie de communication terrestre dans cette région.
L'abréviation "CHEPE" provient du reporting mark CHP (pour Chihuahua et Pacifique), prononcées en espagnol.

## Historique
L'ingénieur américain Albert Kimsey Owen originaire de l'Indiana et membre fondateur de la Colonie Socialiste Utopiste " New Harmony " arrive au Mexique en 1871 pour y exporter une nouvelle colonie de sa congrégation. Il obtient en 1880 du président du Mexique, le Général Manuel González, une concession pour un immense chantier qui relierait le désert du nord du Mexique aux terres tropicales qui bordent le Pacifique.
Mais Albert Kimsey Owen jette l'éponge après vingt années en raison de la topographie des sites à traverser et de finances insuffisantes. Le projet est repris par la Kansas City, Mexico and Orient Railway, de l'Américain Arthur Stilwell vers 1900, mais il échoue lui aussi.
En 1952 l’État mexicain a nationalisé les compagnies étrangères et confié le chantier à Enrique Creel. La voie ferrée nécessitera au total 63 ans de construction : ce n'est qu'en novembre 1961, avec la construction du tronçon de Creel dans l'État de Chihuahua à San Pedro dans celui de Sinaloa, qu'ont été reliés le "Ferrocarril Kansas City México y Oriente" qui allait de Topolobampo à San Pedro et le "Ferrocarril Noroeste" qui allait de Ojinaga à Creel. Ainsi naquit l'entreprise ferroviaire dénommée "Ferrocarril Chihuahua al Pacífico".
En 1998, c'est Ferromex, consortium ferroviaire privé, qui prend le contrôle de la ligne des mains du Gouvernement Mexicain qui en était propriétaire depuis 1940.

## La ligne
La ligne fait partie de la ligne Q de Ferromex, allant de Ojinaga à la frontière avec les États-Unis (point kilométrique - pk - 0) au port de Topolobampo (pk 940) sur le golfe de Californie,. Elle accueille un trafic fret sur toute sa longueur. La section entre Chihuahua (pk 268) et Los Mochis (pk 920) est empruntée par les trains de voyageurs El Chepe. Il n'y a pas de route faisant le même parcours.
Sur les 673 km parcourus par les trains de voyageurs, la voie passe sur 37 ponts et 86 tunnels, et s'élève depuis le niveau de la mer jusqu'à 2 438 m d'altitude, avec en particulier un passage hélicoïdal. Le trajet dure entre 13 et 16 heures.

## Trains de voyageurs

### Chepe Express

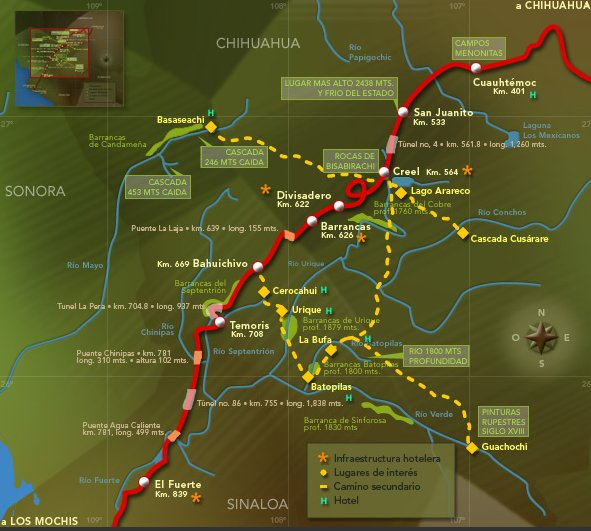
Carte du tracé central du Chepe publiée par la compagnie.

Le Chepe Express est un train touristique. Il parcourt la partie la plus scénique de la ligne. Il a été entièrement revu et ré-inauguré en mai 2018 : le matériel remorqué a été entièrement rénové et les services repensés.
Il part de Los Mochis et va jusqu'à Creel, via les gares de El Fuerte, Bahuichivo et Divisadero. Les trains Chepe Express sont composés de six voitures. Outre un restaurant (dans une voiture-dôme), un bar et une voiture « terrasse » panoramique,, le train propose trois classes : Primera, Ejecutiva y Turista. Il peut accueillir accueillir 540 passagers.
Le Chepe Express a accueilli 19 000 passagers en 2018.

### Chepe regional
Le Chepe regional dessert Chihuahua, Cuauhtémoc, La Junta, San Juanito, Creel, Pitorreal, Divisadero et Posada Barrancas (à 10 minutes d'intervalle), San Rafael, Cuiteco, Bahuichivo et Temoris dans l'État de Chihuahua ; Loreto, El Fuerte, Sufragio et Los Mochis dans l'État de Sinaloa.

### Activités touristiques
| Arrêt            | Particularité                                      | Activités | Autres activités                            |
| ---------------- | -------------------------------------------------- | --- | ------------------------------------------- |
| Chihuahua        |                                                    | Visiter le centre historique |                                             |
| Cuauhtémoc       | Communauté Mennonite                               | Visiter le musée et centre culturel mennonite                                                                                           |                                             |
| Creel            | Communauté Raramuri Village classé "Pueblo magico" | Monter à la statue du Christ roi Visiter le musée d'art populaire près de la gare Visiter en VTT ou 4x4 les villages Raramuris alentour | Lac Arareko Cascade de Basaseachi           |
| Divisadero       | Arrêt de 20 minutes des deux trains                | Prendre le chemin pédestre de 4 km le long du canyon jusqu'à Posada Barrancas                                                           |                                             |
| Posada Barrancas | Proche du Canyon du Cuivre                         | Prendre le téléphérique ou la tyrolienne jusqu'au canyon                                                                                | Via ferrata                                 |
| Bahuichivo       |                                                    | Aller à Cerocahui à 17 km (cascade), et à Urique à 53 km (mirador del Gallego)                                                          | Participer à l'Ultramarathon Caballo Blanco |
| El Fuerte        |                                                    | Visiter le palais municipal |                                             |
| Los Mochis       |                                                    | Aller à Topolobampo et prendre un ferry pour la Basse Californie                                                                        |                                             |

## Galerie
Les images datent de 2017.

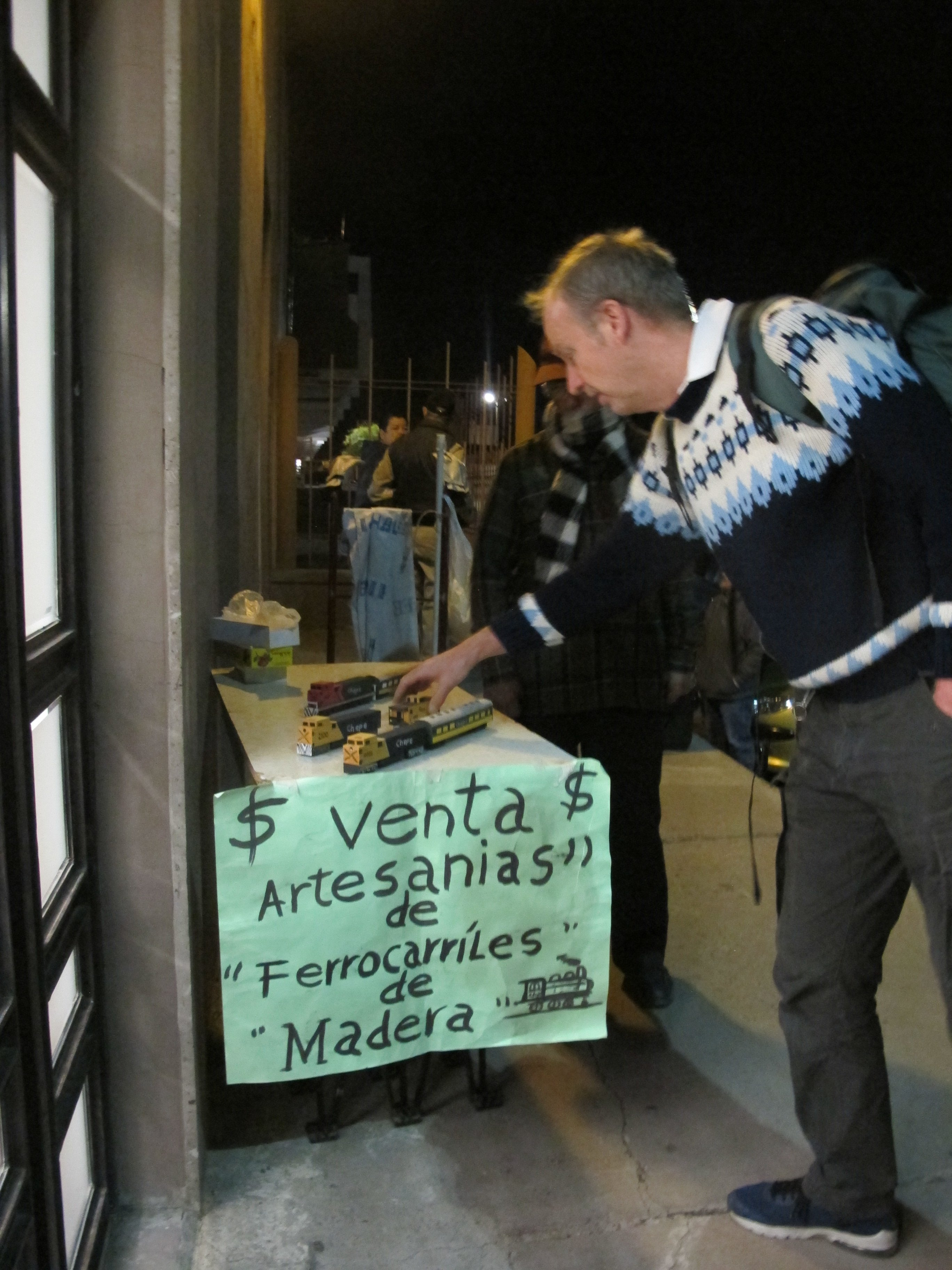
Au petit matin à Chihuahua.
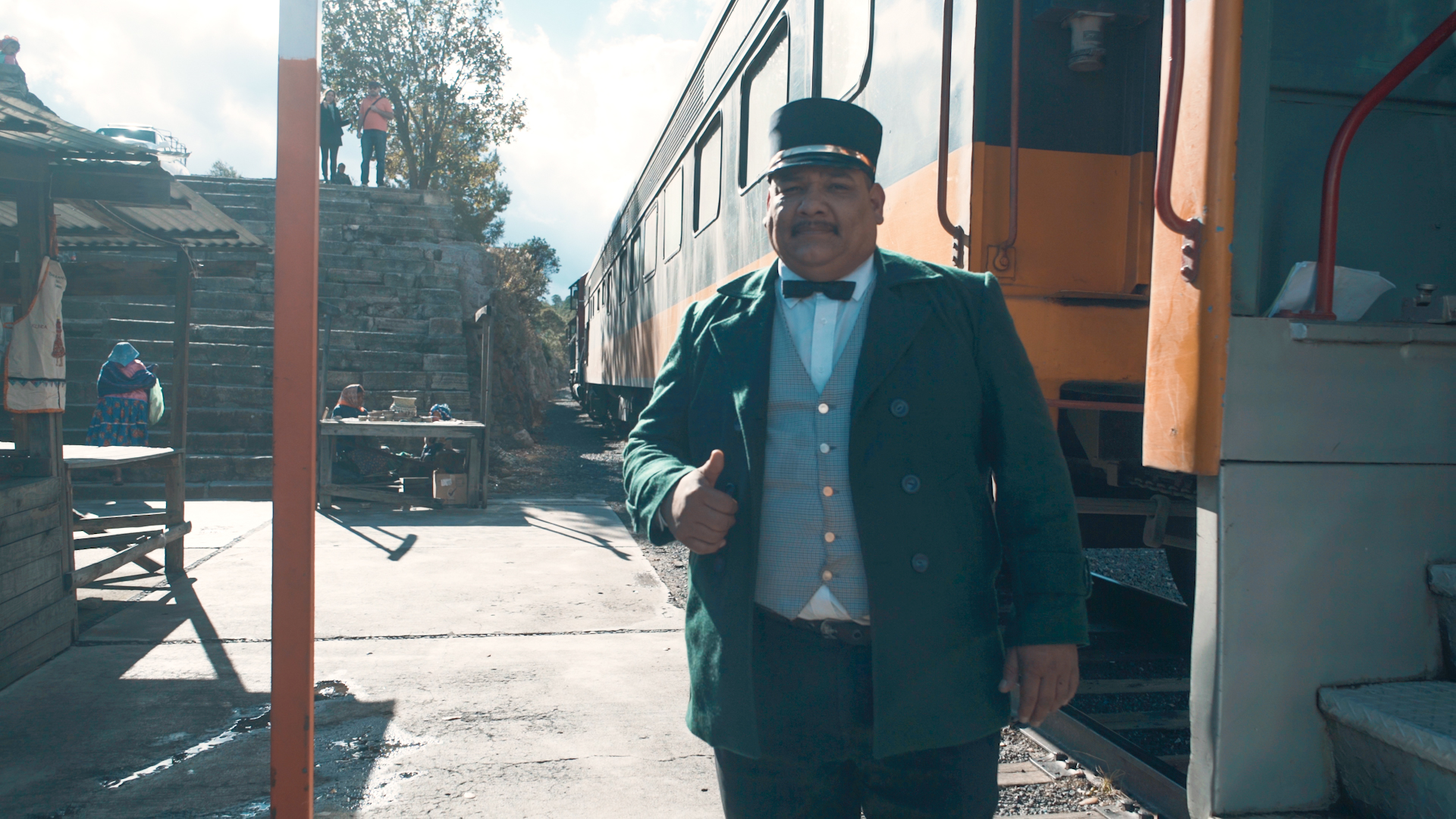
Contrôleur en uniforme.
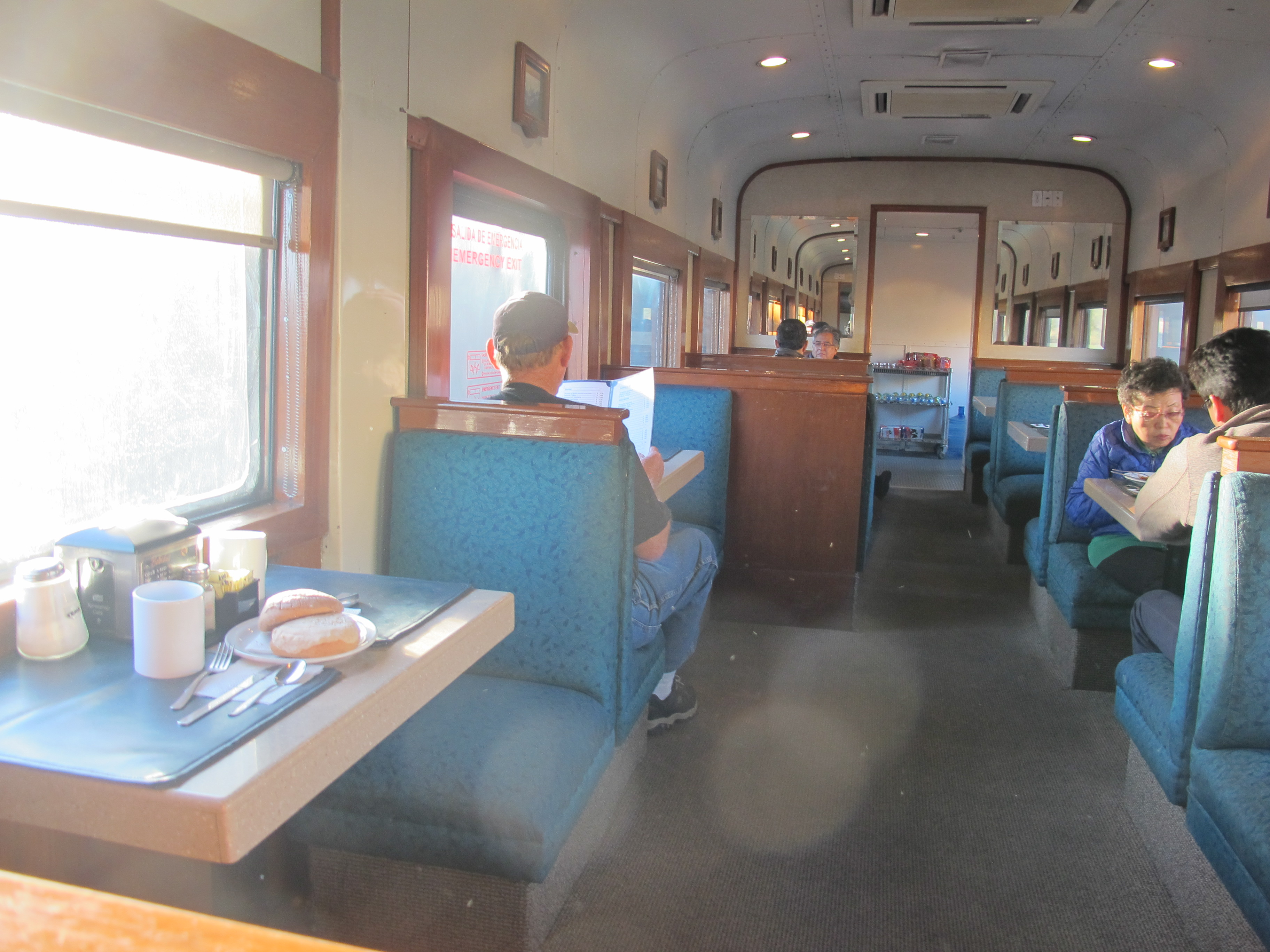
Voiture restaurant.
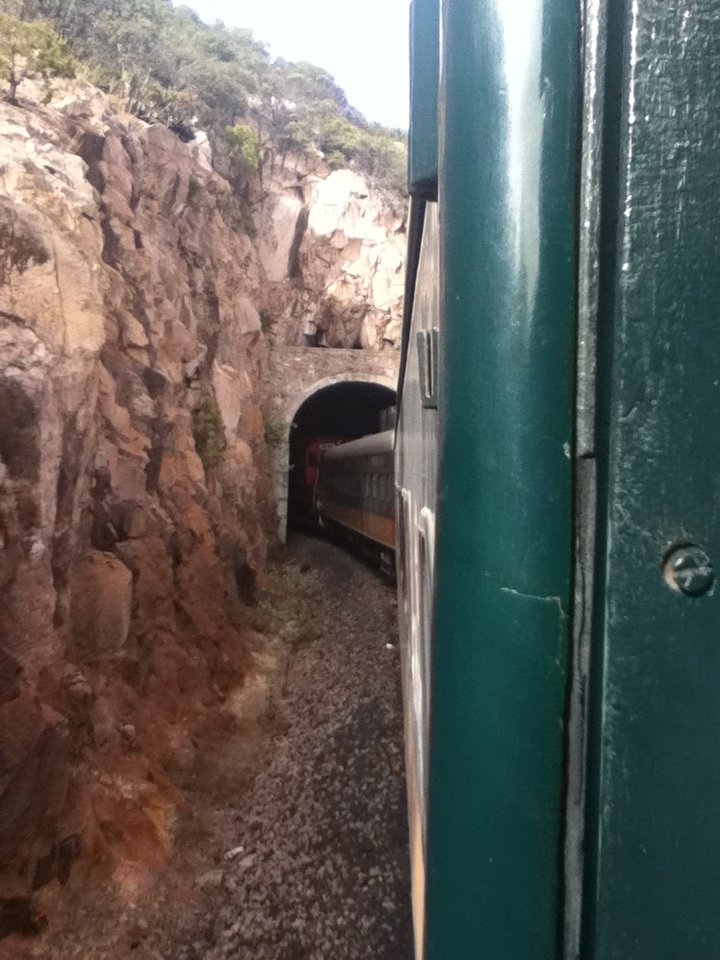
L'un des 86 tunnels.
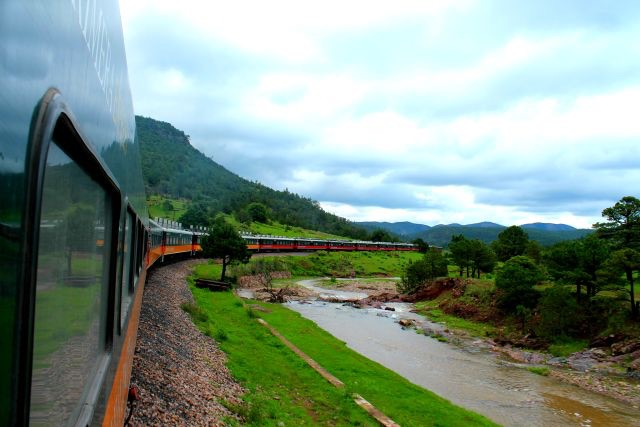
Train complet, primera + economica
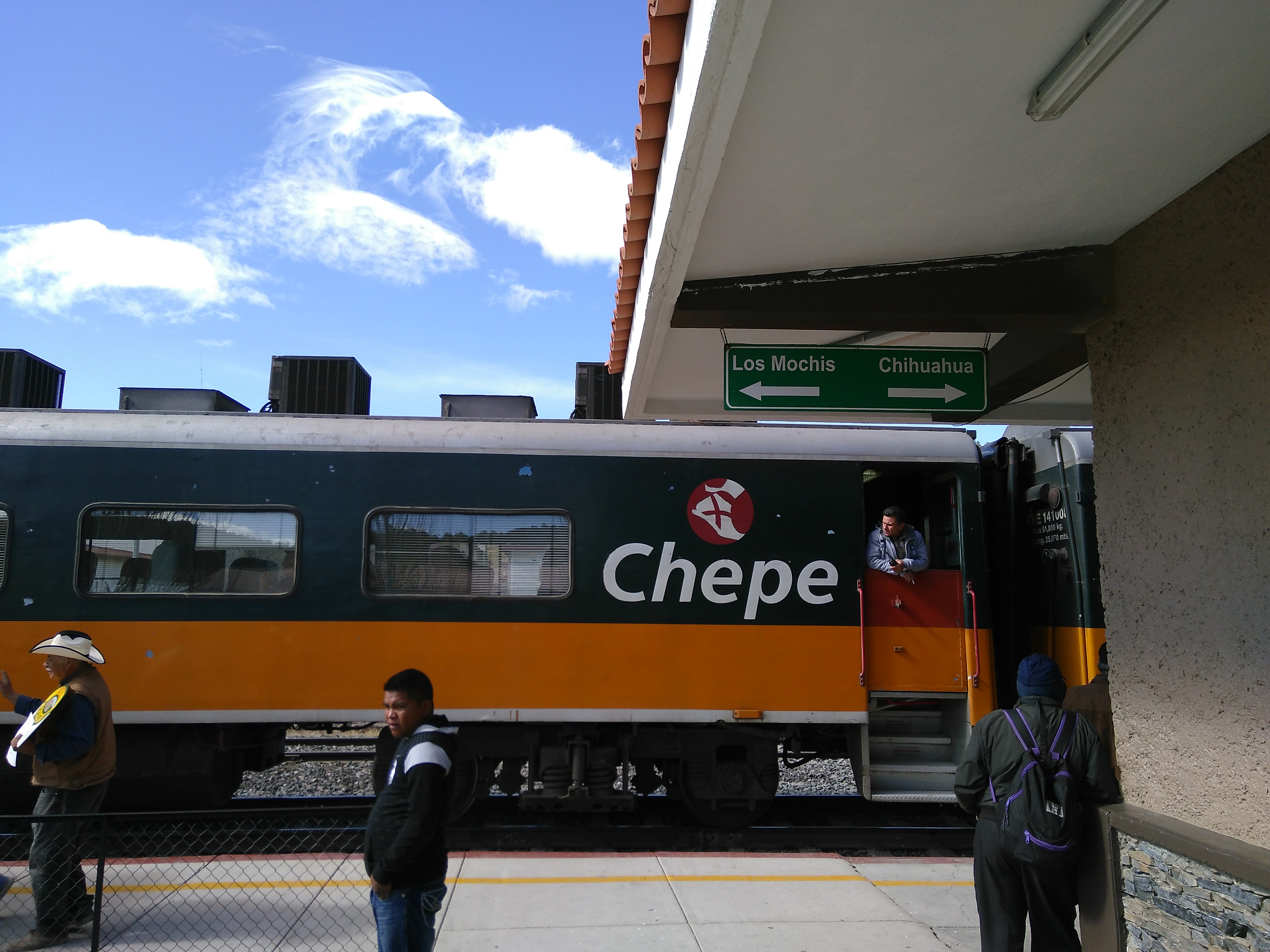
Train stationné à Creel.
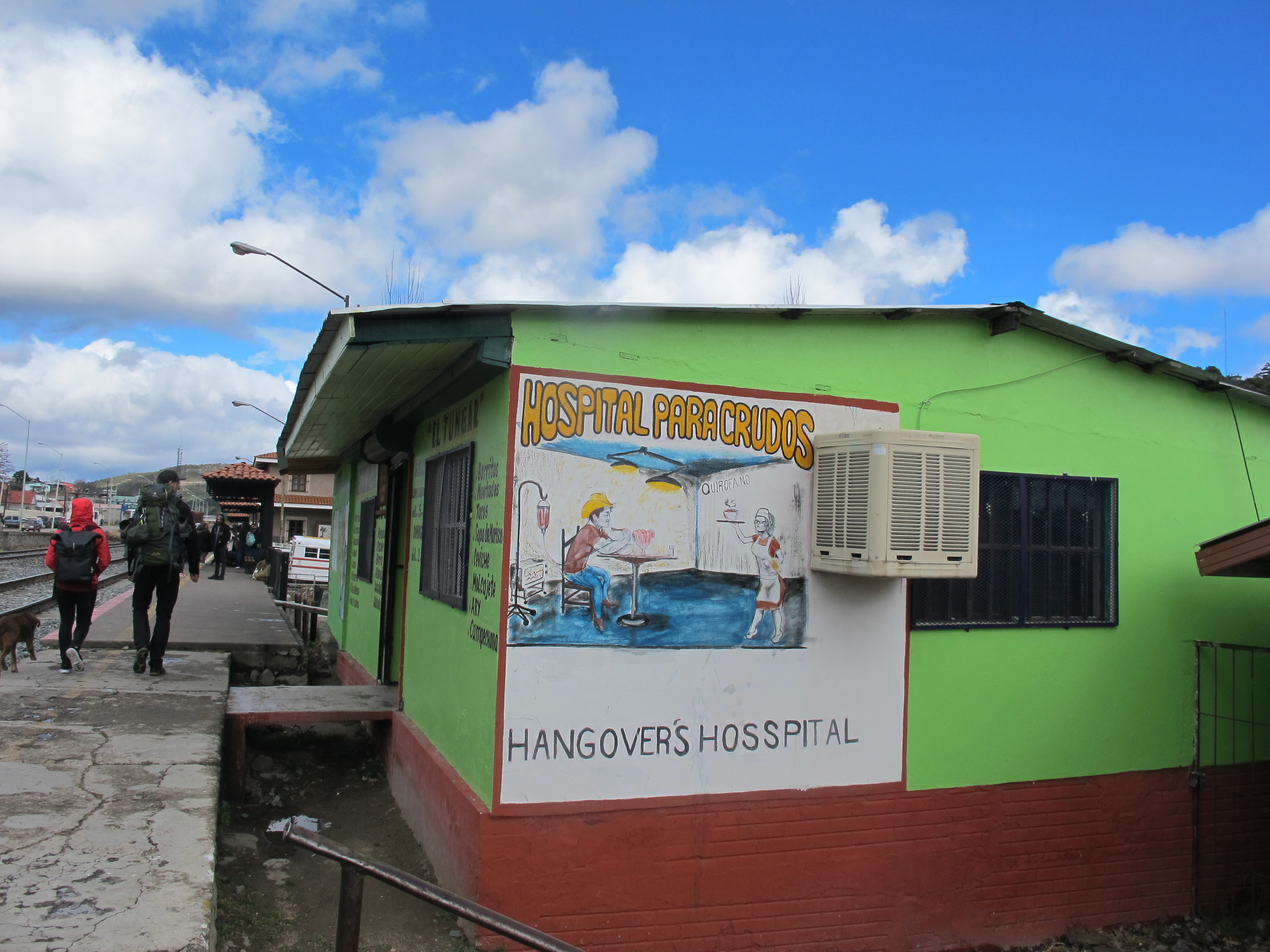
"Buffet" de la gare de Creel.
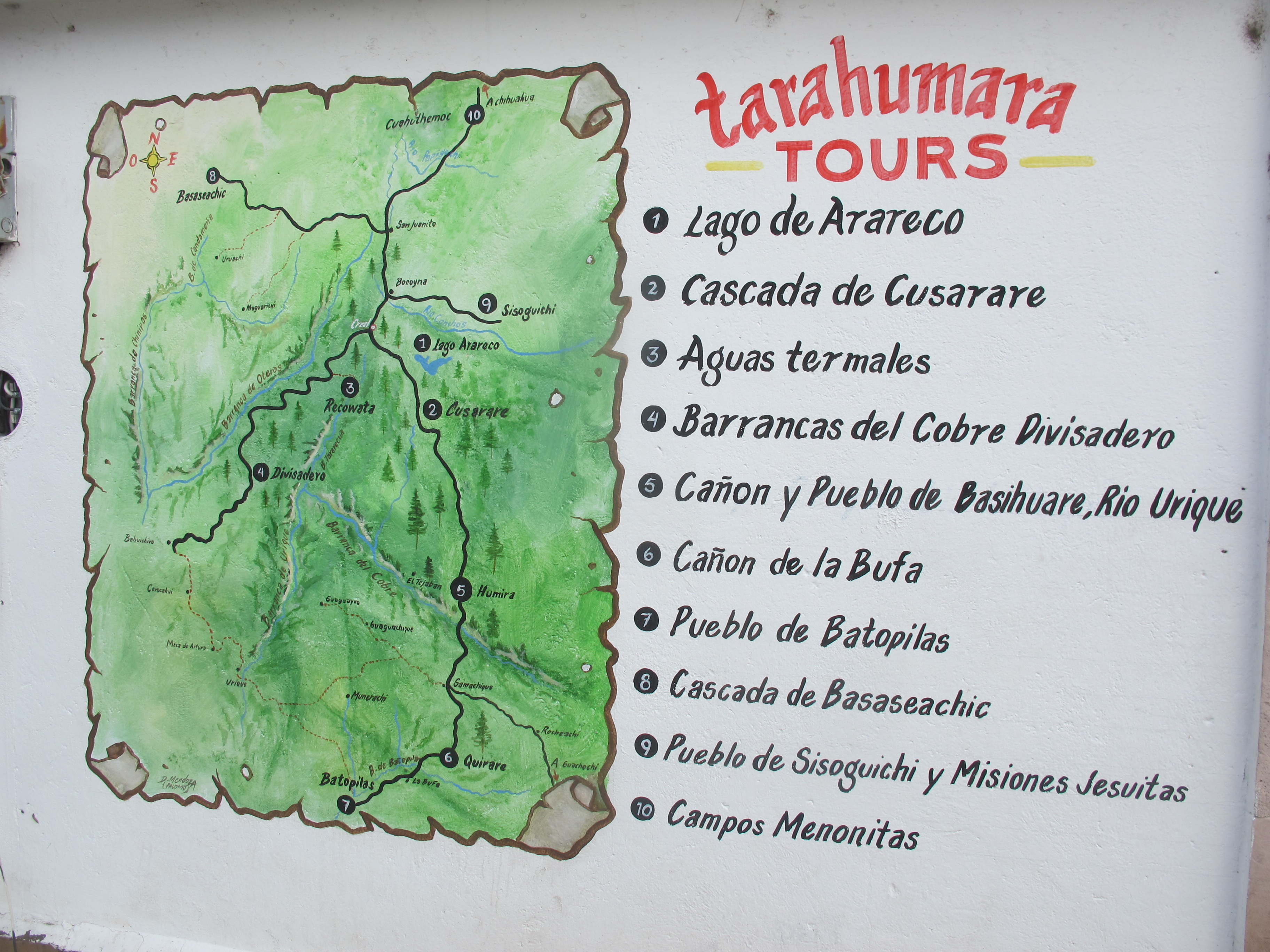
A faire à partir de Creel.
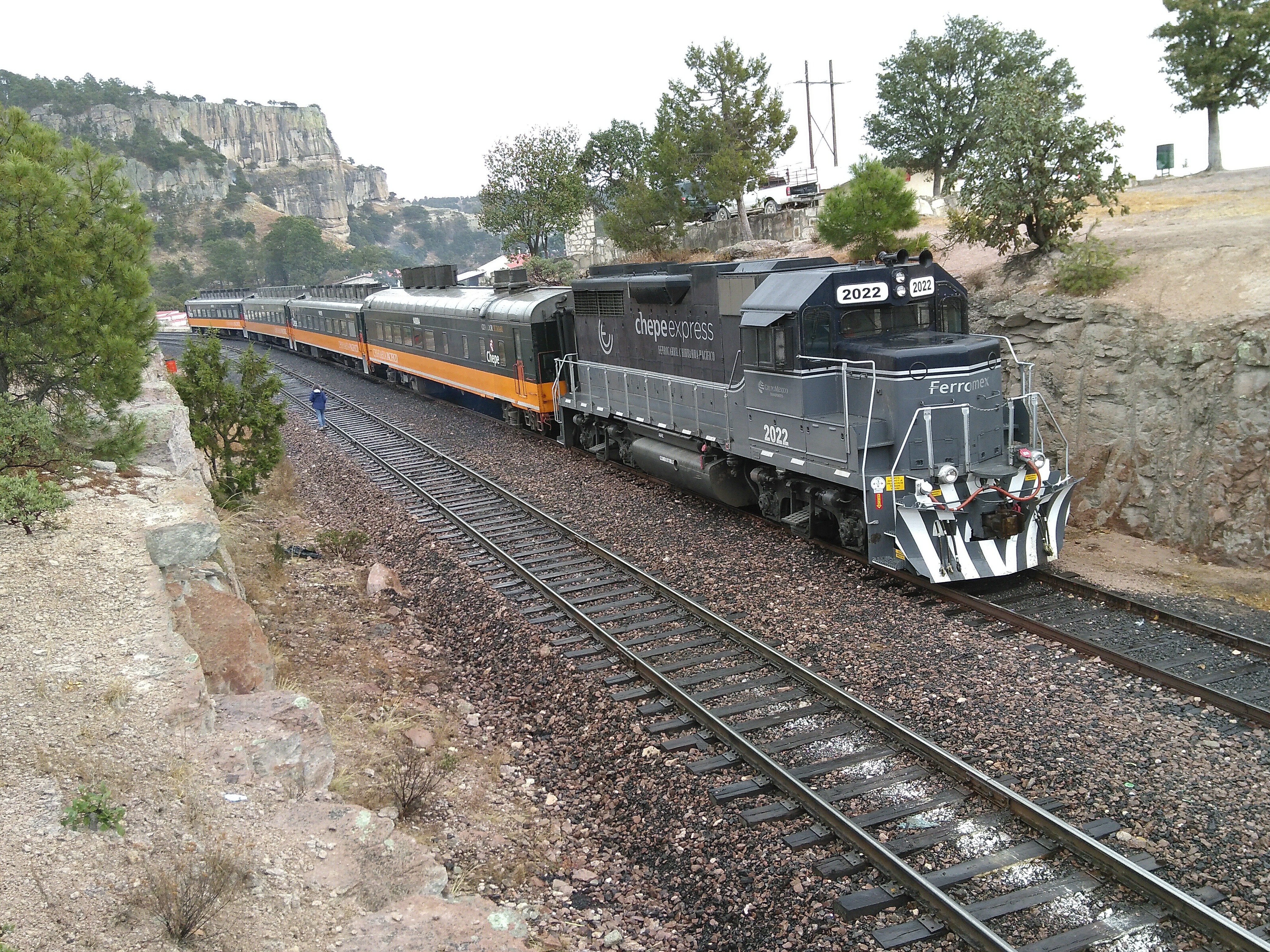
Train primera express à Divisadero.
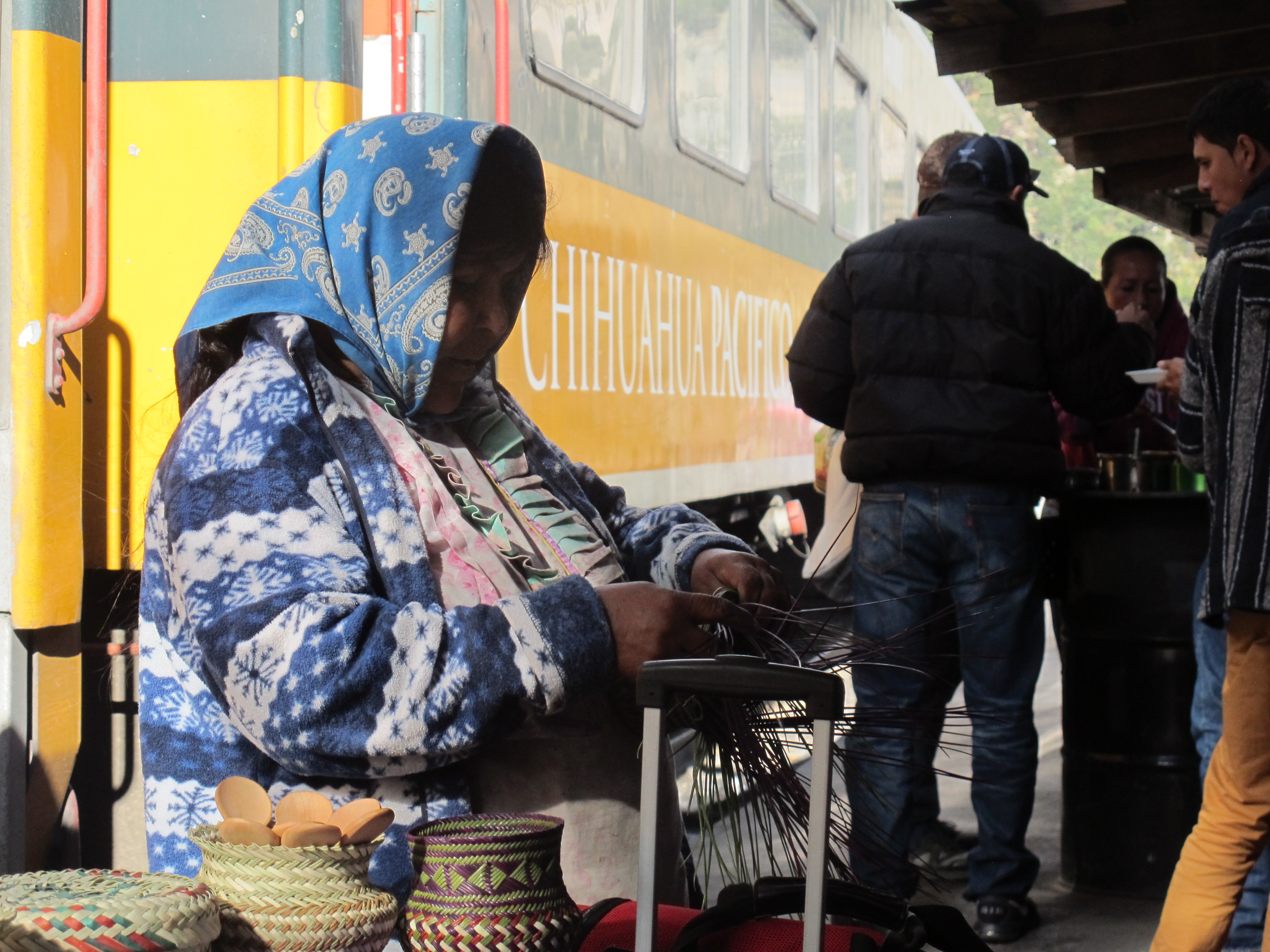
Animation sur le quai de la gare de Divisadero.
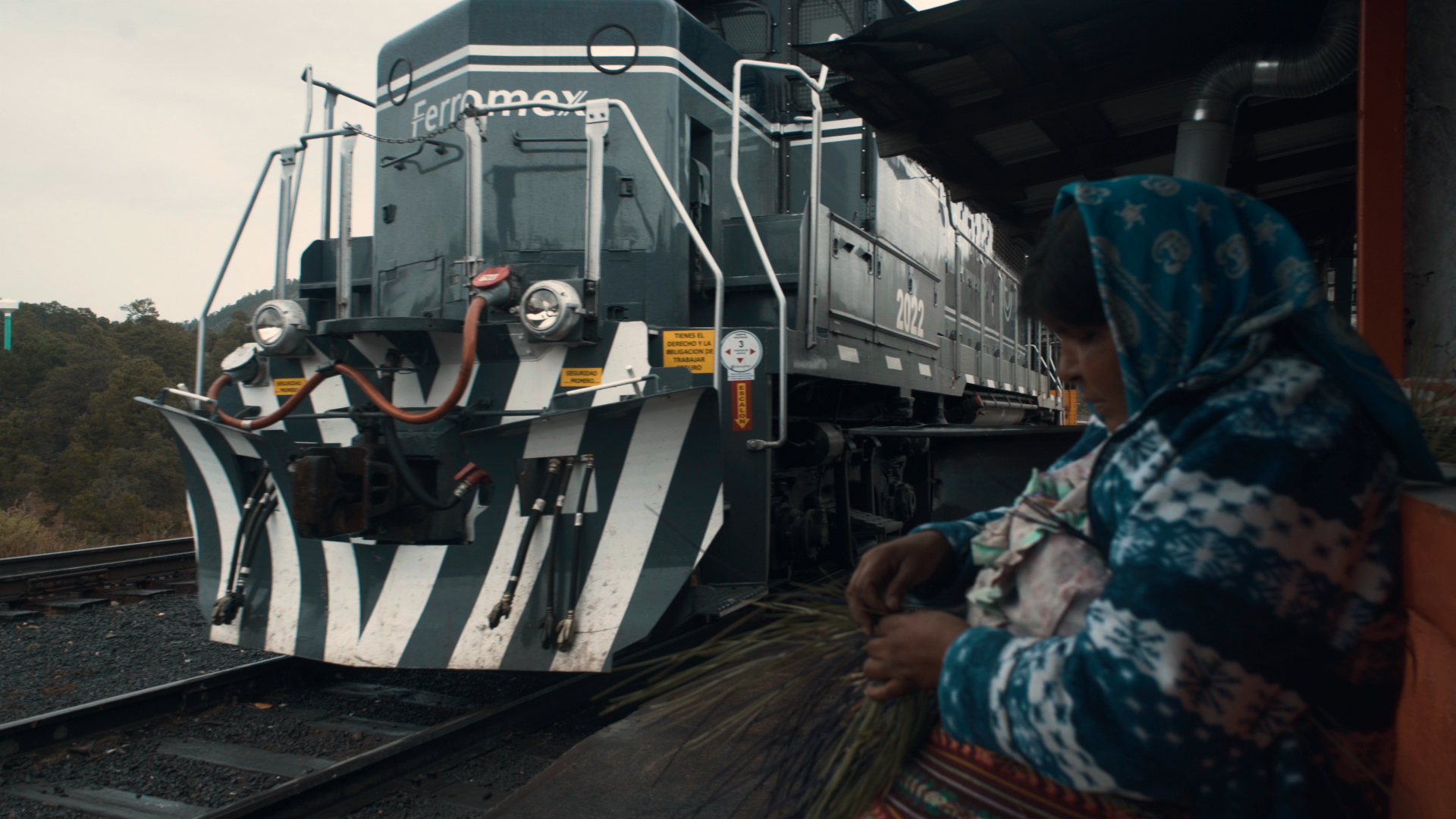
Sur le quai à Divisadero.
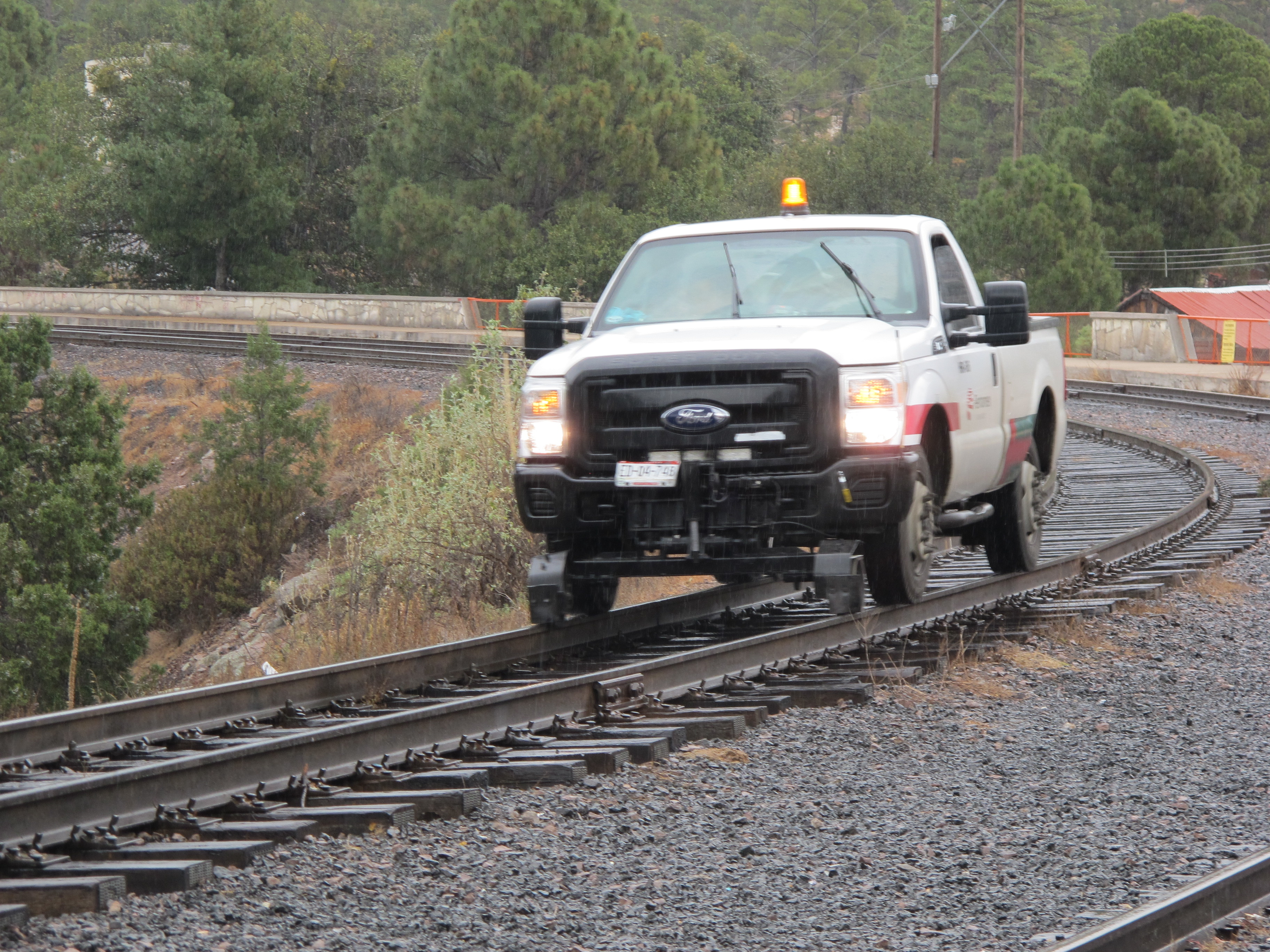
Camionnette de reconnaissance précédant le train à 1/4 h.
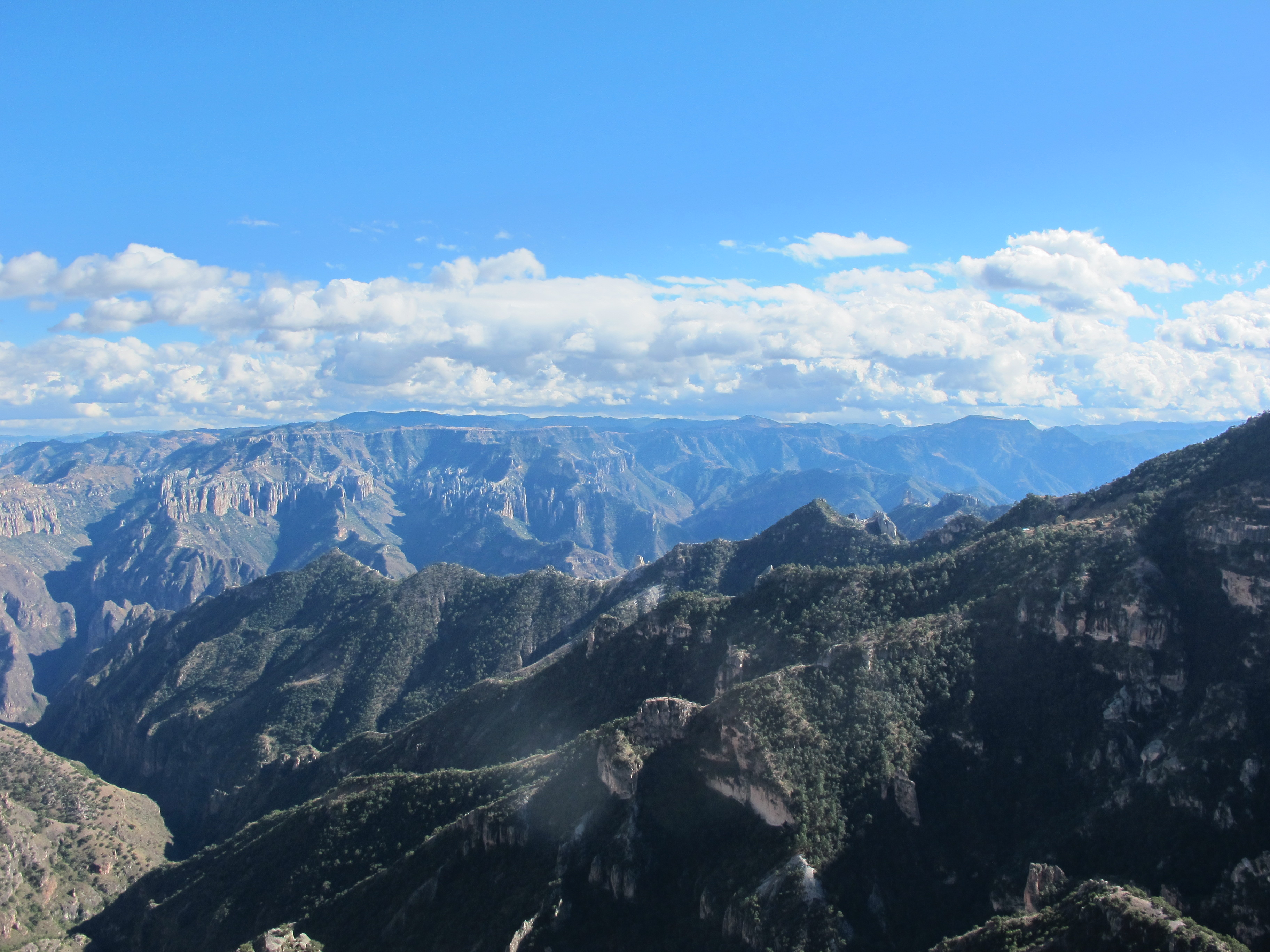
Vue sur les canyons depuis Divisadero.
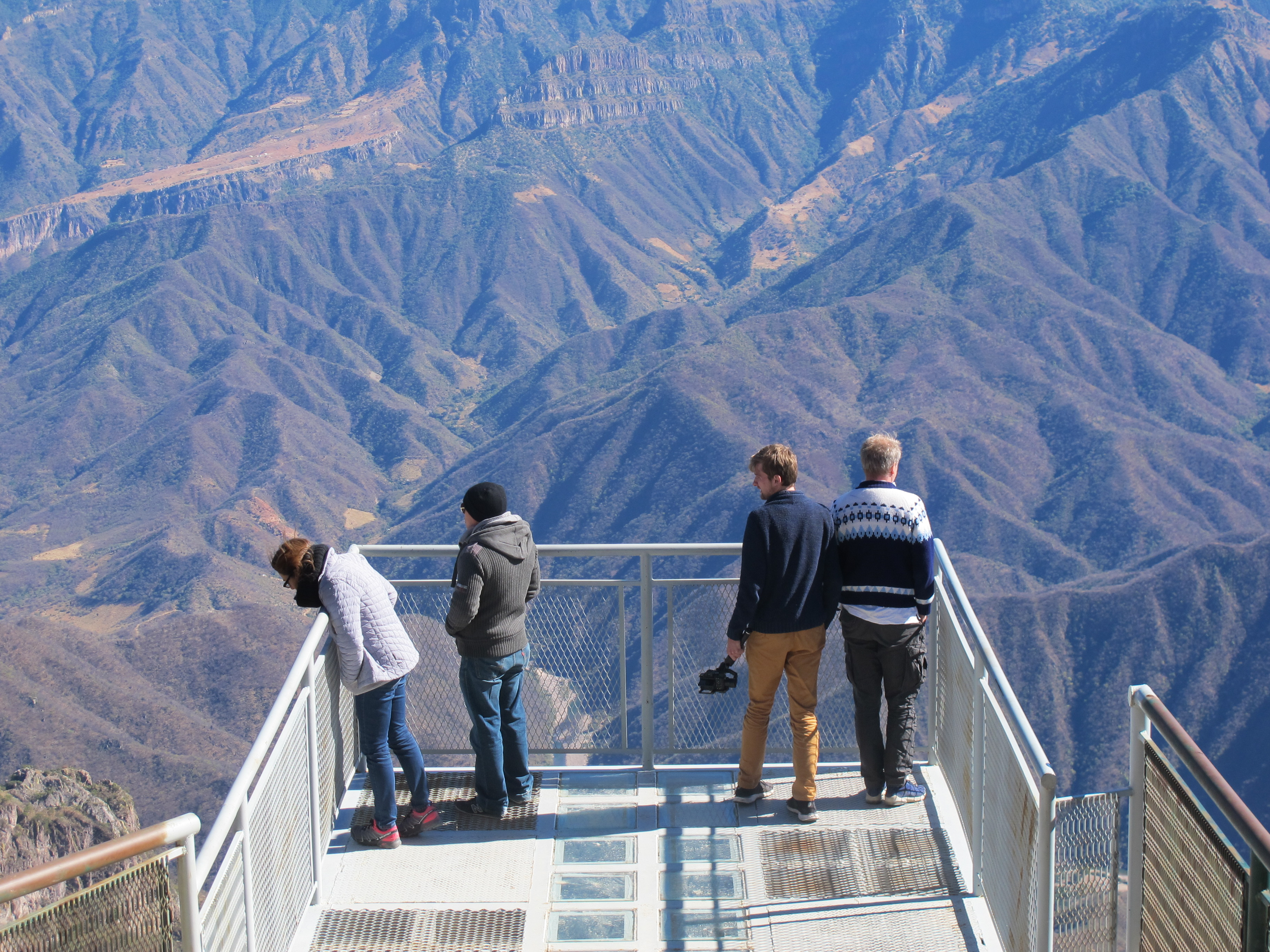
Vue sur Urique depuis le mirador de Gallego